# 中之岱車站
中之岱站（日语：／ Nakanotai eki */?）是位於北海道雨龍郡北龍町惠岱別，隸屬於日本國有鐵道（國鐵）札沼線，已廢除的鐵路車站。

## 歷史
- 1956年（昭和31年）11月16日 - 札沼線石狩追方至石狩沼田路段恢復營運，並同時開設本車站。
- 1972年（昭和47年）6月19日 - 札沼線新十津川至石狩沼田路段廢除，本車站同時廢站。

## 相鄰車站
日本國有鐵道
札沼線
和－中之岱－碧水